# Десять быков
Десять быков (кит. упр. 十牛, пиньинь shíniú, палл. шиню, яп. jūgyū дзю: гю:) — в традиции чань-буддизма — серия коротких стихотворений, сопровождающихся картинками, которые иллюстрируют этапы постижения практик махаяны, по мнению их авторов, ведущих к просветлению, а также к последующей совершенной мудрости. Являются чаньской интерпретацией десяти этапов, которые испытывает бодхисаттва, как это описывается в различных сутрах махаяны, особенно в Аватамсака-сутре.

## История
В современном виде существуют с XII века. Опираясь на древнюю традицию даосов, китайский мастер Коань Шиюань (яп. Какуан) создал десять картинок с подписями к ним в стихах и комментариями в прозе. Но если у даосов имелось восемь картинок, оканчивающихся пустой восьмой, то Коань, в соответствии с традицией Чань, добавил ещё две.
Впервые «Десять быков» стали широко известны на Западе в 1957 году, после их включения в книгу Пола Репса и Нёгэна Сэндзаки «Zen Flesh, Zen Bones: A Collection of Zen and Pre-Zen Writings».

## Рисунки десяти быков
Рисунки Сюбуна (1414—1463)

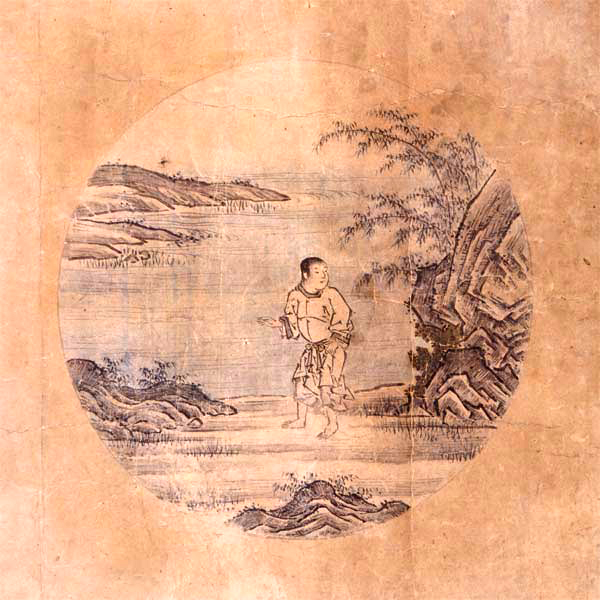
Ищу быка
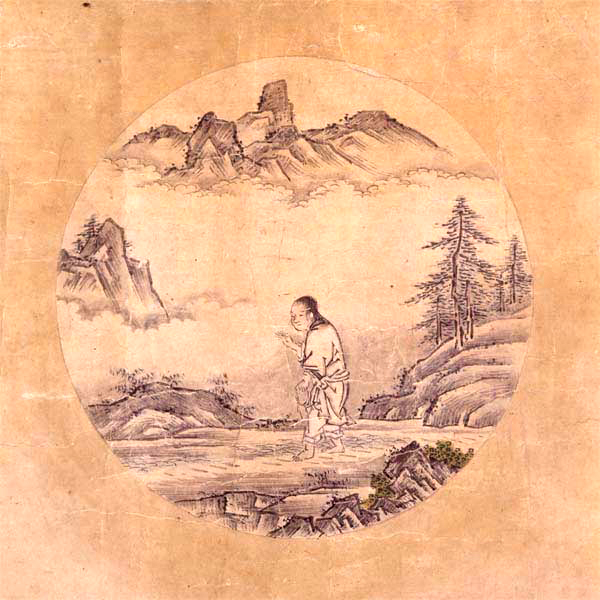
Напал на след
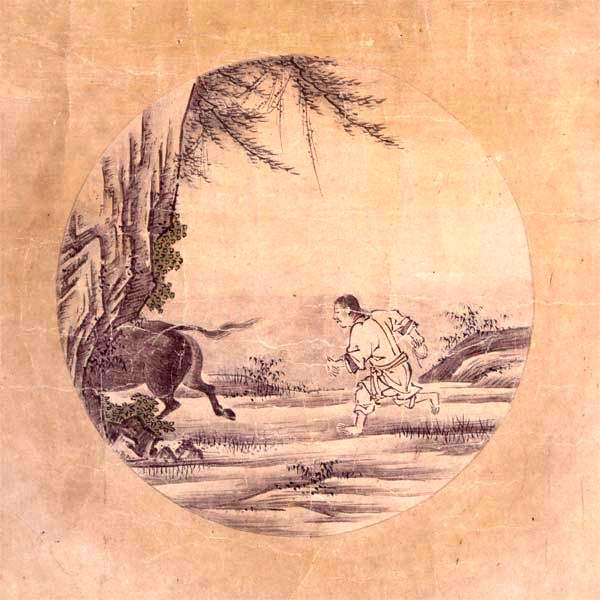
Чувствую быка
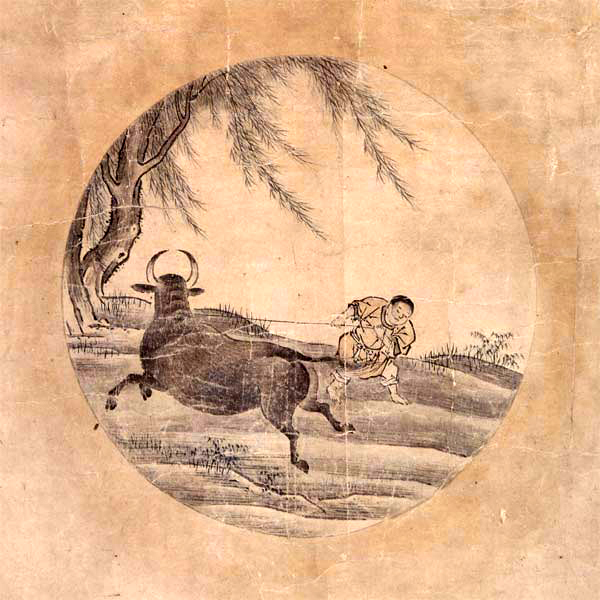
Ловлю быка
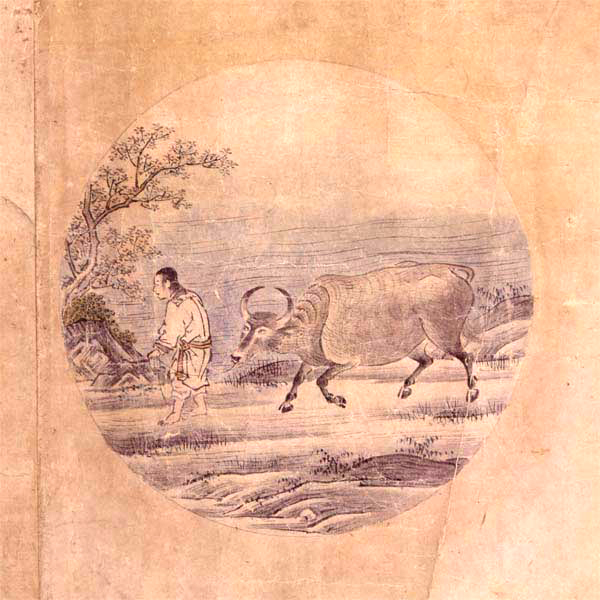
Смиряю быка
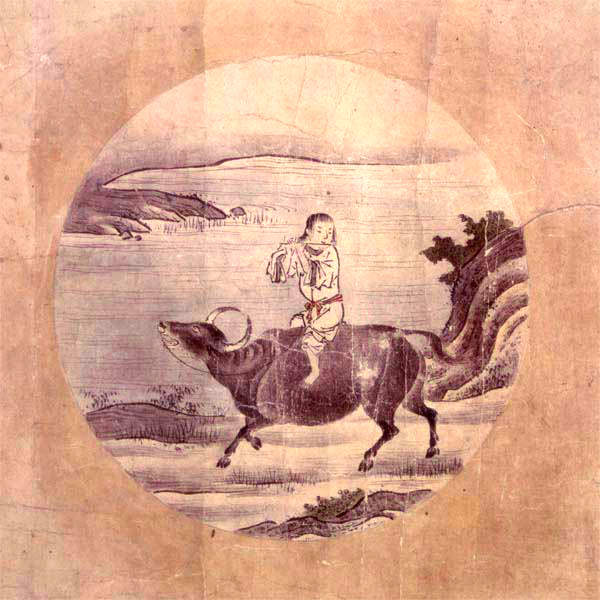
Еду на быке
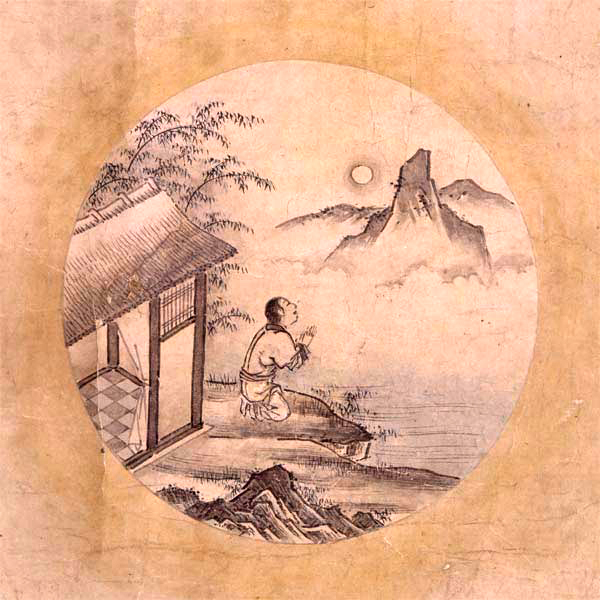
Бык превзойдён
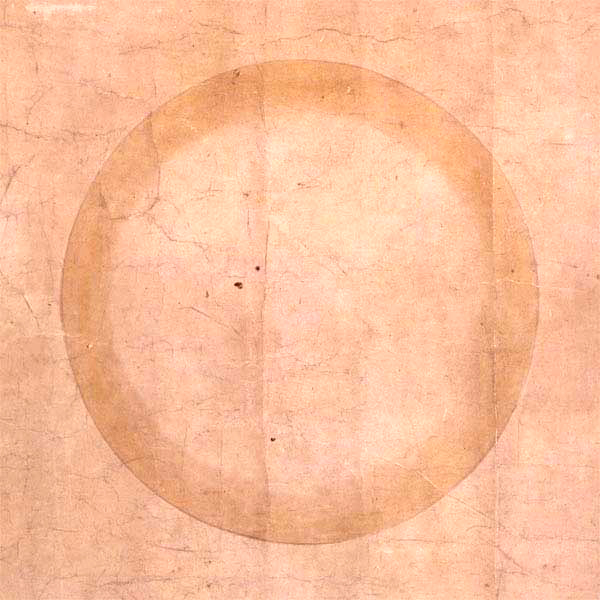
Превзойдены и бык и самость
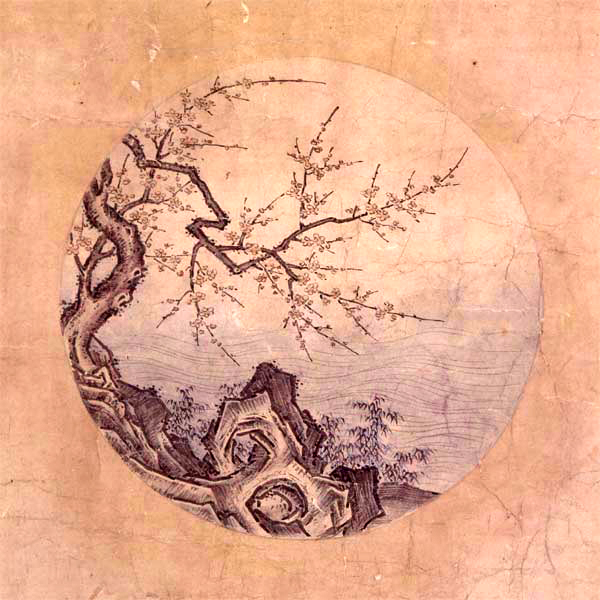
Достиг источника
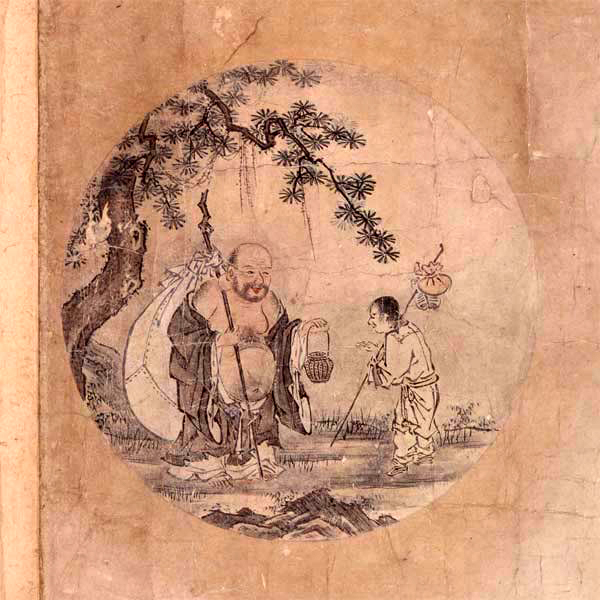
В миру

## Содержание
Названия изображений на русском языке, и обобщающее пояснение к ним:
1. Ищу быка/Поиск быка (бесцельные поиски, только звук цикад).
2. Напал на след/Обнаружение следов (путь следования).
3. Чувствую быка/Обнаружение быка (но только тыл, а не его голова).
4. Ловлю быка/Поимка быка (великая борьба, бык неоднократно убегает, требуется дисциплина).
5. Смиряю быка/Покорение быка (меньше ошибок, меньше дисциплины, бык становится кротким и послушным).
6. Еду на быке/Возвращение верхом домой (большая радость).
7. Бык превзойдён/Бык остался позади (родной дом, бык забыт, кнут дисциплины отложен; безмятежность).
8. Превзойдены и бык и самость/И бык, и Я остались позади (ум свободен от всех ограничений).
9. Достиг источника/Достижение истока (естественность, очевидность).
10. В миру/Вернулся с дарами в мир (распространение просветления среди людей).

## Объяснение сюжета
Рисунки, стихи и краткий комментарий показывали, как ученик в поисках «быка» (метафора «просветления», первоосновы жизни, истины в действии) решает отправиться в дикие места, и как его усилия поначалу оказываются бесплодными. Не смущаясь, он продолжает поиск и, наконец, находит следы на берегу реки. Когда он видит быка в первый раз, то поражен его великолепием. Однако ученик должен ещё тяжело потрудиться, чтобы приручить быка. В конечном счёте он достигает высокого просветления и возвращается в мир, на который теперь способен духовно повлиять: «И на базаре, и в лавчонке винной, лишь только на кого взгляну — он просветлённым станет».
По мнению профессора-исследователя Е. С. Штейнера, на первом этапе бык может символизировать не только Будду, но и эго, «я», которое хочет найти ученик. На четвёртом этапе происходит борьба с эго, на пятом борьба оканчивается усмирением эго. Данный этап Штейнер связывает с состоянием макё, означающим «место, где нечисто, искушение» и указывает, что данный этап последователю нужно преодолеть как можно быстрее вследствие появления на данном этапе различных ментальных образов, необычных ощущений, духов, демонов. На шестом этапе происходит самадхи, состояние «игровой, спонтанной радости, благорастворения», а также полной гармонии, понимания сущности Будды в себе. Эго на данном этапе окончательно усмирено, поэтому пастух спокойно играет на флейте, сидя верхом на быке. На седьмом этапе происходит полное исчезновение «различения субъекта и объекта», а также отказ от коанов и жёсткой дисциплины ввиду ненужности. Данный этап Штейнер связывает с даосским понятием недеяния у-вэй (яп. муи), а также с кратковременным кэнсё (букв. «созерцание своей природы»), первой ступенью просветления, и кратковременным сатори, второй ступенью. На восьмой ступени пустоты последователь достигает нирваны, в которой состояние сатори уже длящееся или бесконечное. Данный этап характеризуется как этап достижения бессмертия, этап освобождения, этап угасания сознания, этап не сознания. Согласно махаянским сутрам, сознание на данном этапе «уходит в мир Будды, буддадхату или в мир дхармы». Постнирванический девятый этап обозначает «приятие красоты мира» и связан с искусствами. Последний этап «возвращения на базарную площадь» или этап таковости предполагает полное уничтожение отличий «духовного и телесного», «греховного и святого», ограничения и запреты на данном этапе становятся окончательно ненужными. Также на данном этапе происходит передача опыта. Штейнер указывает, что картине этапа в виде довольного, счастливого и пьяного Хотэя часто ставят в соответствие следующее известное стихотворение XIV века:
Голопузый и босоногий,
входит он на базар,
Перепачкан золою и грязью,
щерится он широко.
Не признает ни божеств, ни чертей,
не использует заклинаний
Прямо наставляет сухие ветви,
и ароматные цветы расцветают.
По мнению мастера монастыря Шаолинь Вон Кью-Кита:
1. На первом этапе бык является символом природы человека, которая является также и природой будды. Человек не знает, где находится эта природа, и начинает её искать;
2. На втором этапе происходит духовное подвижничество, которое ведёт человека к постижению дзэн;
3. На третьем этапе последователь приходит к внутренней гармонии и ощущает чувство радости, достигая сатори, являющегося малым просветлением. Адепту дзэн необходимо приложить больше усилий к тому, чтобы не остановиться и не потерять цель;
4. На следующем этапе последователь видит изначальный облик самого себя, но всё ещё считает множество вещей существующими, тем самым пребывая в заблуждении;
5. На пятом этапе монахи должны соблюдать кодекс монашеских правил, а миряне должны соблюдать нормы морали, которые помогут достичь пробуждения;
6. Далее подвижник узнаёт, что такое собственная природа и конечная реальность, и видит отсутствие способа рассказать об этой реальности посредством слов. Изображение данного этапа также указывает на возможность пробуждения в данном моменте и на то, что личность после просветления может сохраниться;
7. На седьмом этапе бык, означающий собственную природу, исчезает, так как адепт дзэн стал един со своей природой Будды. Подвижник стал свободен от иллюзии дхармы, заключающейся в визуализации себя как отдельного организма, но всё ещё остаётся привязанным к иллюзии «я»;
8. На восьмом этапе отсутствует и бык, как природа Будды, и подвижник, как искатель истины. Подвижник видит абсолютную пустоту высшей реальности как отсутствие познаваемого и познающего. Данное состояние не-сознания (не-ума) обозначается патриархами и буддами в качестве полного просветления или нирваны, где отсутствует любая двойственность, в том числе и разделение между космосом и существом;
9. Восьмой этап в традиции дзэн не является концом духовной практики в отличие от других религий или буддийских направлений. На девятом этапе подвижник возвращается обратно к нуждающимся в помощи в качестве бодхисаттвы, который проявляет сострадание ко всем существам. Объекты мира на данном этапе не вызывают у адепта омрачения, так как он видит их иллюзорную природу;
10. На последнем этапе просветлённый возвращается в мир феноменов в этой или в одной из последующих жизней для помощи всем существам. Этот мир может быть человеческим или иным, включая самые низшие сферы.

## В популярной культуре
- Песня Леонарда Коэна «Ballad of the Absent Mare» (из альбома «Recent Songs», 1979 г.) основывается на концепции «Десяти быков».
- Название и обложка шестого музыкального альбома Кэта Стивенса, «Catch Bull at Four», иллюстрируют четвёртый шаг к просветлению — «Ловлю быка».
- В манге и аниме «Наруто» Первый Хокагэ использует технику под названием «Техника Хокагэ 60-летней Давности — Какуан, Входящий в Общество с Приносящими Счастье Руками»[3] (яп. 火影式耳順術 廓庵入鄽垂手 Хокагэ Сики Дзидзюн Дзюцу — Какуан Ниттэн Суйсю), позволяющую контролировать бидзю. Название техники отсылает к десятому, последнему шагу на пути просветления.